# Barcelona World Race 2014-2015
Navigation
2010-2011
L'édition 2014-2015 de la Barcelona World Race est la troisième édition de la Barcelona World Race. Elle s'est élancée de Barcelone le mercredi 31 décembre 2014 à  13 heures. Cette épreuve consiste à faire le tour du monde à la voile en double, sans escales et se court sur des monocoques de 60 pieds IMOCA. Huit équipages sont en course lors de cette édition 2014-2015. Elle est remportée le 25 mars 2015 par Bernard Stamm et Jean Le Cam sur Cheminées Poujoulat dans le temps record de 84 jours 5 heures 50 minutes et 25 secondes.

## Parcours
Le parcours est une boucle qui s'élance de Barcelone et revient à Barcelone, après avoir laissé les caps de Bonne Espérance (Afrique du Sud), Leeuwin (Australie) et Horn (Chili) à bâbord et l'Antarctique à tribord. Contrairement aux éditions précédentes, le passage par le détroit de Cook en Nouvelle-Zélande n'est plus obligatoire pour les concurrents. Enfin, des zones de glaces interdites à la navigation ont été instaurées pour éviter tout danger de collision avec des glaces dérivantes dans l'océan Indien et le Pacifique Sud.
La distance théorique à parcourir est d'environ 23 000 milles.

## Concurrents et classement final
La course accueille 8 bateaux de type IMOCA soit seize navigateurs.
| 60 pieds IMOCA (8 inscrits) | 60 pieds IMOCA (8 inscrits) | 60 pieds IMOCA (8 inscrits) | 60 pieds IMOCA (8 inscrits) | 60 pieds IMOCA (8 inscrits)       | 60 pieds IMOCA (8 inscrits) | 60 pieds IMOCA (8 inscrits)      | 60 pieds IMOCA (8 inscrits)      | 60 pieds IMOCA (8 inscrits)      | 60 pieds IMOCA (8 inscrits)      | 60 pieds IMOCA (8 inscrits) |
| Concurrents                 | Concurrents                 | Concurrents                 | Concurrents                 | Bateau                            | Bateau                      | Classement                       | Arrivée                          | Arrivée                          | Arrivée                          |                             |
| Skipper 1                   | Nationalité                 | Skipper 2                   | Nationalité                 | Nom du bateau                     | Lancement                   | Général                          | Date                             | Temps                            | Moyenne (nds)                    |                             |
| --------------------------- | --------------------------- | --------------------------- | --------------------------- | --------------------------------- | --------------------------- | -------------------------------- | -------------------------------- | -------------------------------- | -------------------------------- | --------------------------- |
| Bernard Stamm               | Suisse                      | Jean Le Cam                 | France                      | Cheminées Poujoulat               | 2007                        | 1er                              | 25 mars 2015                     | 84 j 5 h 50 min 25 s             | 13,82                            |                             |
| Guillermo Altadill          | Espagne                     | José Muñoz                  | Chili                       | Neutrogena                        | 2007                        | 2e                               | 31 mars 2015                     | 89 j 11 h 47 min 0 s             | 12,94                            |                             |
| Anna Corbella               | Espagne                     | Gerard Marín                | Espagne                     | GAES Centros Auditivos            | 2007                        | 3e                               | 1er avril 2015                   | 91 j 5 h 9 min 28 s              | 12,85                            |                             |
| Aleix Gelabert              | Espagne                     | Didac Costa                 | Espagne                     | One Planet, One Ocean & Pharmaton | 2000                        | 4e                               | 8 avril 2015                     | 98 j 9 h 12 min 9 s              | 11,77                            |                             |
| Bruno Garcia                | Espagne                     | Willy Garcia                | Espagne                     | We are water                      | 2007                        | 5e                               | 9 avril 2015                     | 99 j 3 h 6 min 28 s              | 9,80                             |                             |
| Jörg Riechers               | Allemagne                   | Sébastien Audigane          | France                      | Renault Captur                    | 2007                        | 6e                               | 16 avril 2015                    | 105 j 23 h 35 min 22 s           | 9,17                             |                             |
| Nándor Fa                   | Hongrie                     | Conrad Colman               | Nouvelle-Zélande            | Spirit of Hungary                 | 2014                        | 7e                               | 21 avril 2015                    | 110 j 10 h 59 min 40 s           | 8,80                             |                             |
| Alex Thomson                | Royaume-Uni                 | Pepe Ribes                  | Espagne                     | Hugo Boss                         | 2010                        | Abandon le 15 janvier (démâtage) | Abandon le 15 janvier (démâtage) | Abandon le 15 janvier (démâtage) | Abandon le 15 janvier (démâtage) |                             |

## Déroulement
Le départ est donné le 31 décembre 2014 au large de Barcelone. L’équipage de Hugo Boss est le premier à passer le détroit de Gibraltar et ainsi à entrer en Atlantique. Ils affichent un nouveau de temps de référence de 2 jours, 5 heures et 50 minutes. Assez rapidement Hugo Boss, Neutrogena, Cheminées Poujoulat, GAES Centros Auditivos et Renault Captur forment la flotte de tête alors que We are Water, One Planet One Ocean et Spirit of Hungary ferment la marche. Ce dernier affiche un retard de 500 milles par rapport au premier au passage du détroit de Gibraltar. Le 12 janvier, Hugo Boss franchit l’Équateur en 11 jours 13 heures et 50 minutes (nouveau temps de référence) suivi par Neutrogena et par Cheminées Poujoulat. Mais le 15 janvier, le leader Hugo Boss démâte à 370 milles au large des côtes brésiliennes et doit abandonner la course. Le 17 janvier alors que tous les équipages sont dans l’hémisphère sud, les trois de tête contournent l’anticyclone de Sainte-Hélène afin de toucher les vents d’ouest le plus rapidement possible. Cheminées Poujoulat nouveau leader est suivi à seulement 17 milles par Neutrogena. GAES Centros Auditivos est en troisième place (à 78 milles) alors que Renault Captur connait des difficultés de rail de grand-voile. Après 30 jours, l’ordre du classement de la tête de course, est toujours le même alors que toute la flotte navigue dans les Quarantièmes rugissants. Les trois équipages de tête après avoir doublé le cap de Bonne-Espérance se dirigent au large des îles Kerguelen qu’ils doivent laisser au sud afin de ne pas franchir la zone d’exclusion. Tous les équipages ont largué leur Argofloat (flotteurs profileurs). En effet et pour la première fois lors d’une course au large, les équipages devaient larguer ces flotteurs du programme Argo, afin d’aider les scientifiques à récolter des données sur les océans et leurs fonds marins.
Elle est remportée le 25 mars 2015 par Bernard Stamm et Jean Le Cam sur Cheminées Poujoulat dans le temps record de 84 jours 5 heures 50 minutes et 25 secondes.